# Kliment Vorochilov
Kliment Iefremovitch Vorochilov (en russe : Климе́нт Ефре́мович Вороши́лов), né le 23 janvier 1881 (4 février dans le calendrier grégorien) à Verkhneïe dans le gouvernement de Iekaterinoslav (Empire russe) et mort le 2 décembre 1969 à Moscou, est un militaire et homme d'État soviétique. Il est commissaire du peuple à la Défense de 1925 à 1940 et chef d'État de jure de l'Union soviétique en tant que président du Præsidium du Soviet suprême de 1953 à 1960.
Né dans un milieu très modeste de la classe ouvrière, Vorochilov travaille comme ouvrier métallurgiste lorsqu'il décide de se joindre au POSDR en 1903, où il devient bolchevik. Au fil des années, il est arrêté à plusieurs reprises pour ses activités révolutionnaires au service du parti. Il participe à la révolution d'Octobre et s'illustre lors de la guerre civile russe. Ami et allié de Joseph Staline, il le soutient lors de son ascension au pouvoir suprême dans les années 1920. Commissaire du peuple aux affaires militaires et navales à partir de 1925 (titre qui est rebaptisé « commissaire du peuple à la Défense » en 1934), il devient membre titulaire du Politburo en 1926 et y siège sans interruption jusqu'en 1960.
Nommé par Staline maréchal de l'Union soviétique en 1935, il supervise les troupes soviétiques lors de la guerre d'Hiver contre la Finlande, qui se révèle être un désastre pour l'URSS. Il est alors révoqué de son commandement et de ses fonctions de commissaire du peuple à la Défense. Il ne réussit pas non plus à empêcher l'offensive allemande qui mène au siège de Léningrad, ce qui fait en sorte qu'il est remplacé en 1941 par Gueorgui Joukov à la tête des troupes de la contre-attaque soviétique. Malgré ces revers, il siège de 1941 à 1945 dans le Comité d'État à la Défense, l'organe suprême présidé par Staline qui gouverne le pays durant la guerre, qui s’achève en 1945 par la victoire contre l'Allemagne nazie. 
En 1940, il est un des cosignataires du décret ordonnant le massacre de Katyń, dans lequel environ 22 000 civils et officiers polonais furent exécutés par le NKVD et 60 000 personnes déportées. 
Après la Seconde Guerre mondiale, Vorochilov supervise l'établissement du régime communiste en Hongrie. Après la mort de Staline en 1953, il est nommé président du Præsidium du Soviet suprême, devenant de jure le chef d'État de l'Union soviétique. Il démissionne de cette fonction et du Politburo en 1960, à l'âge de 79 ans. Il est rappelé de sa retraite par Léonid Brejnev en 1966 et est récompensé en 1968 du titre de héros de l'Union soviétique pour une deuxième fois, après l'avoir précédemment reçu en 1956. 
Il meurt en 1969, après une carrière d'une quarantaine d’années dans les hautes sphères du pouvoir soviétique. Il est inhumé dans la nécropole du mur du Kremlin, où sont regroupées les sépultures des personnalités les plus importantes de l'Union soviétique.

## Un soldat de la guerre civile
Vorochilov est né à Verkhneïe, un village du gouvernement d'Ekaterinoslav, dans l'Empire russe. Son père était un simple ouvrier et l'enfance de Kliment fut difficile. Il n'a sans doute pas pu finir l'école primaire et c'est un fait établi qu'il a appris à lire et écrire alors qu'il était membre du parti bolchévique. Devenu ouvrier métallurgiste dans la grande ville industrielle de Donetsk, il perd à plusieurs reprises son travail et doit vivre de la mendicité.
Ces conditions de vie difficiles l'ont conduit aux idées radicales et au marxisme. Il adhère au POSDR en 1903, où il fait partie de la tendance bolchévique, et fait la connaissance de Joseph Staline en 1906. Délégué du Parti à plusieurs congrès, comme de nombreux « vieux bolchéviques », il est arrêté à plusieurs reprises ce qui ne freine pas son implication dans le parti. Mobilisé en 1914, il rejoint Pétrograd lors de la révolution de Février.
Après la révolution russe, Vorochilov fait partie du gouvernement provisoire de l'Ukraine. Il assure alors le poste de commissaire du peuple pour les Affaires intérieures. Il y commence une carrière militaire en 1918 contre les troupes d'occupation allemandes, devient ensuite l'ami de Staline au siège de Tsaritsyne puis participe à la guerre civile, période où il a sous ses ordres Ivan Koniev qui lui devra plus tard une grande partie de son parcours dans la hiérarchie militaire soviétique. Vorochilov est membre du comité central dès 1921, poste qu'il conserve jusqu'à l'arrivée au pouvoir de Nikita Khrouchtchev au milieu des années 1950.

## Le maître de l'Armée rouge
En 1925, après le décès de Mikhaïl Frounze, Vorochilov reprend ses responsabilités de commissaire du peuple pour les Affaires militaires et navales et de président du Conseil militaire révolutionnaire de l'URSS, poste qu'il occupe jusqu'en 1934. Il devient membre titulaire du nouveau Bureau politique en 1926. Faisant preuve d'une longévité exceptionnelle, il conserve cette responsabilité jusqu'en 1960.
Maréchal de l'Union soviétique en 1935, Vorochilov s'oppose à la modernisation de l'Armée rouge menée par Toukhatchevski, favorise la cavalerie par rapport aux blindés, et entérine la politique de liquidation dirigée par Staline. Les résultats de cette saignée — les trois cinquièmes des maréchaux soviétiques et un tiers des officiers de l'Armée rouge sont liquidés — sont sans aucun doute une des causes des lourdes défaites de l'Armée rouge contre l'Allemagne nazie en juin 1941.
Il préside la délégation soviétique qui reçoit, en août 1939, la mission militaire franco-britannique chargée d'obtenir un accord militaire avec l'URSS visant à dissuader l'Allemagne d'attaquer la Pologne. À cette occasion, il va directement au cœur du problème, en exigeant des Alliés qu'ils répondent clairement quant à l'accord de la Pologne et de la Roumanie sur le passage des troupes soviétiques sur leur territoire. Les délégués alliés, au fait des refus de ces deux pays, ne peuvent que se dérober.
Après l'échec de l'attaque de la Finlande en 1939, Vorochilov doit quitter son poste l'année suivante. Il conserve néanmoins une part de ses prérogatives. Il reste ainsi jusqu'en 1953 vice-président du Conseil des commissaires du peuple.
Le 5 mars 1940, avec les autres membres du bureau politique, il est cosignataire du décret préparé par Beria, qui donne lieu au massacre de Katyń, où sont assassinés environ 25 700 Polonais, dont 14 700 officiers.
Lorsque l'Allemagne attaque l'URSS, Vorochilov est nommé commandant des armées du nord-ouest pendant deux mois en 1941, mais, piètre stratège,, il ne réussit pas à empêcher les Allemands d'encercler Léningrad, ce qui précipite sa rétrogradation au rang de responsable du front de Léningrad le 5 septembre 1941, avant d'être lui-même limogé par Staline en personne et remplacé les jours suivants par Joukov.

## Un témoin ultime du stalinisme
Son rôle militaire s'achève à cette date. Il reste cependant en politique. Après la guerre, il supervise l'instauration du régime communiste en Hongrie. En 1952, il devint membre du Présidium du Soviet suprême. La mort de Staline, en mars 1953, provoque des changements importants dans les instances dirigeantes. Vorochilov est élu président du Présidium. Khrouchtchev occupe le poste de Secrétaire général. Ce sont ces trois dirigeants (s'est joint aux deux premiers Malenkov) qui organisent l'arrestation de Beria. Toutefois, des dissensions avec Khrouchtchev l'amènent à se joindre contre ce dernier avec Malenkov, Kaganovitch et Molotov. Cette tentative de mise à l'écart de Khrouchtchev se solde par un échec en juin 1957. Toujours prudent, Vorochilov a pu se rallier à temps au vainqueur.
En mai 1960, le Soviet suprême accepte sa démission et le remplace par Léonid Brejnev comme président du Présidium. Dans la foulée, il est évincé du Présidium en juillet suivant. Un an plus tard, en octobre 1961, lors du XXIIe congrès, son élimination politique est complète quand il est exclu du Comité central. Après la chute de Khrouchtchev, Brejnev rappelle Vorochilov, mais ce dernier ne joue plus qu'un rôle de figuration. Il est réélu comme suppléant au Comité central en 1966, avant d'être fait une seconde fois « Héros de l'Union soviétique » en 1968. Il meurt le 2 décembre 1969 à Moscou, à l'âge de 88 ans.
Sa statue figure dans le monument à la gloire de la République Turque inaugurée le 8 août 1928, place Taksim à Istanbul du fait de son rôle d’émissaire dans l’aide que les Soviets ont apportée à la guerre d’indépendance livrée par Mustafa Kemal contre les forces d’occupation[réf. nécessaire].

## Une exceptionnelle longévité politique
Étonnant parcours que celui de Vorochilov si l'on en juge par sa longévité et son maintien dans les plus hautes sphères de l'État soviétique de 1921 à 1969, à l'exemple – mais il est unique — du surprenant Anastase Mikoyan. L'exploit est encore plus grand quand on examine l’incompétence militaire du maréchal dans tous ses champs d'action lors de la Grande Guerre patriotique. Échec en Finlande, catastrophe en URSS lors de l'attaque par l'Allemagne nazie. Il n'y a guère de positif dans cette période que son rôle – très indirect – pour favoriser les innovations matérielles de l'Armée rouge à la veille du conflit, dont témoigne le nom de l'excellent KV-1, baptisé « Kliment Vorochilov » en l'honneur du chef de l'industrie d'armement. Sans nul doute, sa proximité avec Staline, dès l'origine de son ascension politique, explique en grande partie l'exception que constitue le parcours de Vorochilov dans le monde très dangereux de la dictature stalinienne. Un chant lui est dédié : la Chanson d'Échelon, interprété par les Chœurs de l'Armée rouge. Le 5 novembre 1935, la ville de Louhansk change de nom et devient Vorochilovgrad en son honneur.
Le rapport Khrouchtchev dévoilé lors du XXe congrès du PCUS en février 1956, semble indiquer que cette faveur était en train de faiblir au début des années 1950. Selon ces révélations, Vorochilov ne pouvait plus assister aux réunions du Politburo sur ordre de Staline qui voyait en lui un « agent anglais » à surveiller d'abord et à éliminer ensuite. Son épouse est décédée en 1959.

## Vie privée et personnalité
Simon Sebag Montefiore le qualifie d’« ex-tourneur devenu un officier de cavalerie à l’air affable et fanfaron, avec une belle moustache à la d’Artagnan, des cheveux blonds et un visage de chérubin aux joues roses », « [d’]un naturel doux mais [d’]un courage hors pair ». Il était connu et moqué pour être « vaniteux comme une femme » et amoureux des uniformes : il « comprenait presque tout de travers, tenant rarement le bon bout », et alimentait un complexe d’infériorité face aux « cerveaux militaires plus évolués que le sien ». Épicurien, il aimait le tennis et la compagnie des artistes. Il faisait partie des rares dirigeants qui pouvaient se mettre en colère contre Staline, et pouvait faire montre d’un tempérament colérique et obstiné.

## Titres et décoration
Principaux titres et décorations :
- Deux fois Héros de l'Union soviétique : 3 février 1956 (médaille no 10840), 22 février 1968 (médaille no 47) ;
- Héros du travail socialiste : 7 mai 1960 (médaille no 10268) ;
- Huit fois l'ordre de Lénine ;
- Six fois l'ordre du Drapeau rouge ;
- Ordre de Souvorov de 1re classe (22 février 1944).
- Médaille pour la victoire sur l'Allemagne dans la Grande Guerre patriotique de 1941-1945 : 1945
- Ordre de la Rose blanche
- Ordre de Sukhe Bator

## Galerie

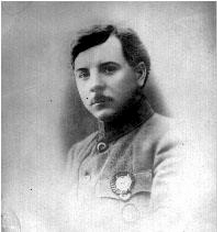
Vorochilov en 1920.
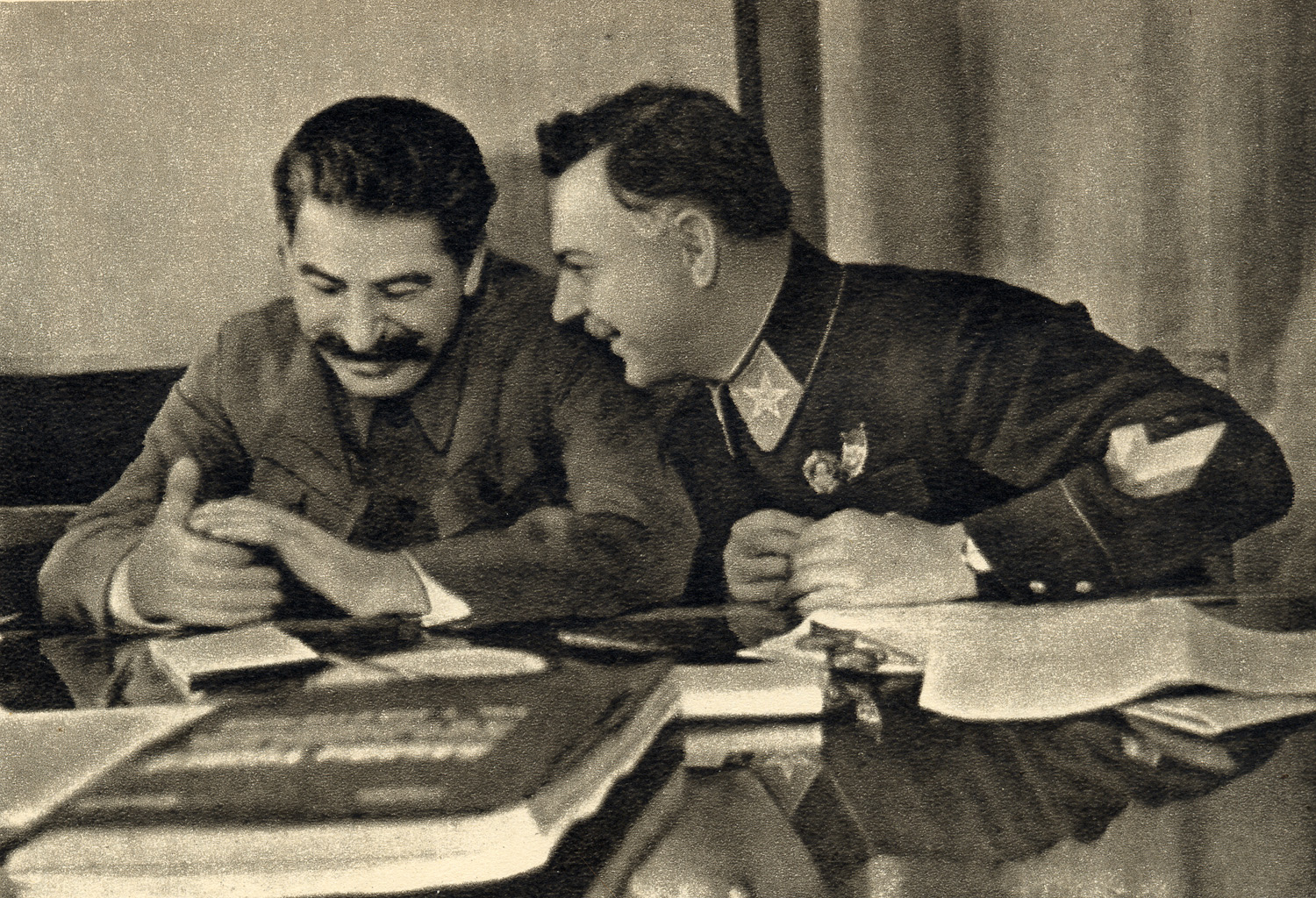
Staline et Vorochilov en 1935.
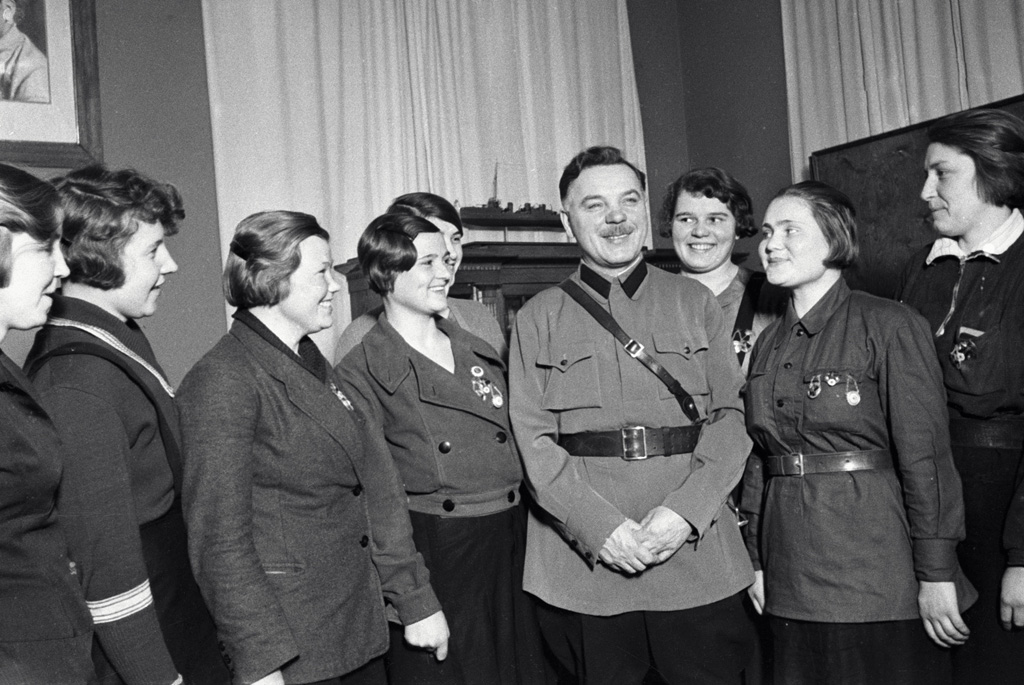
Kliment Vorochilov durant une réunion de la jeunesse communiste en novembre 1935.
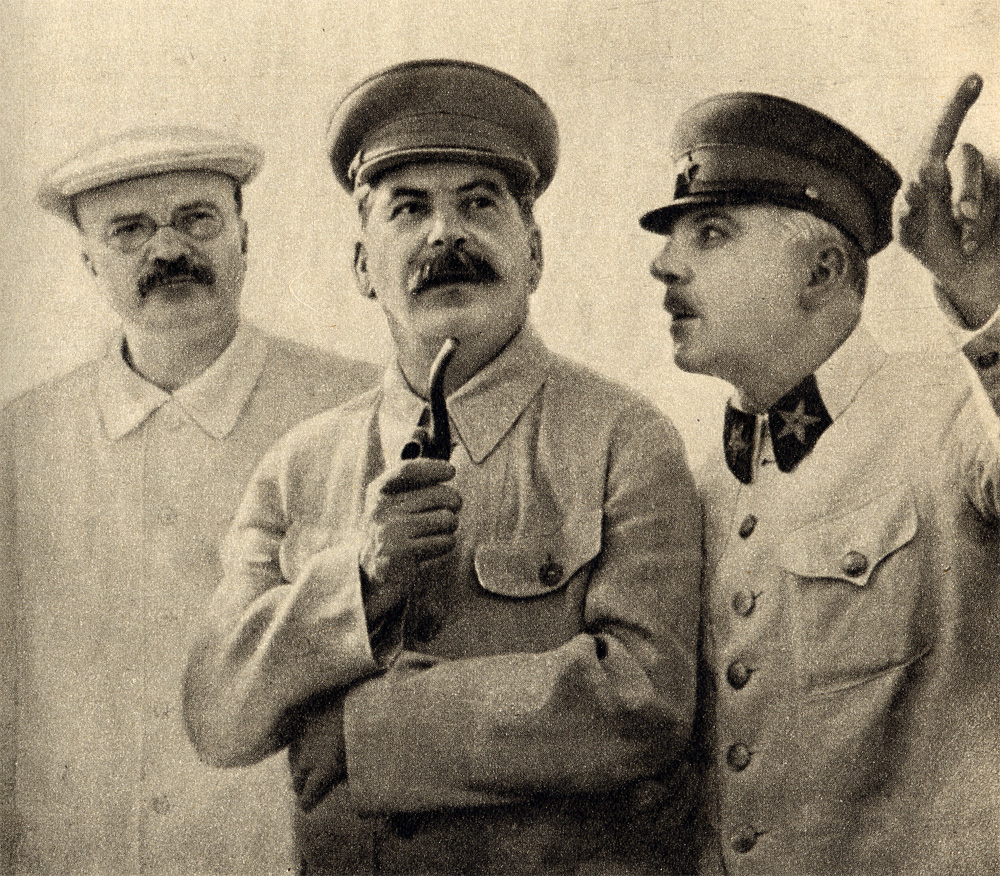
Molotov, Staline et Vorochilov le 25 juin 1937.
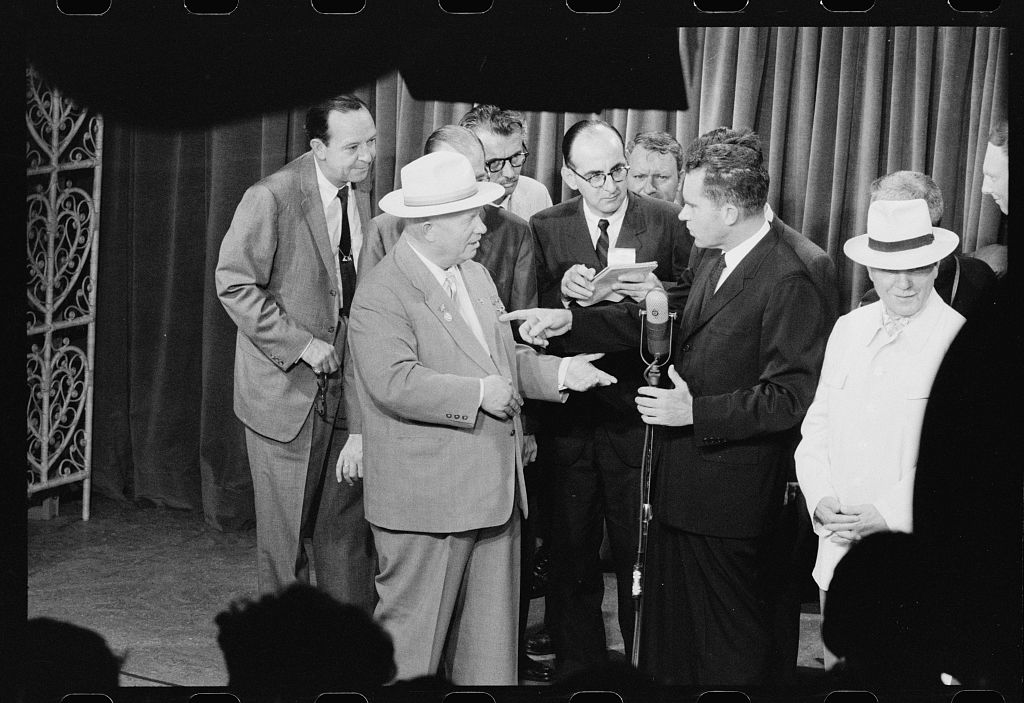
Vorochilov (à l'extrême droite, avec le chapeau) lors du Débat de la cuisine le 24 juin 1959.